# Konsulaty w Poznaniu
Konsulaty w Poznaniu – miasto Poznań jest znaczącym ośrodkiem administracyjnym, gospodarczym i handlowym w Polsce. Z tego tytułu wiele państw ulokowało tutaj swoje urzędy konsularne.

## II Rzeczpospolita (1918–1939)
W latach II Rzeczypospolitej funkcjonowało na terenie Poznania kilka konsulatów. Ich istnienie związane było w dużej mierze z działalnością handlową na Międzynarodowych Targach Poznańskich.
Np. w 1939 w Poznaniu funkcjonowały następujące urzędy konsularne:
- Konsulat Generalny Niemiec, al. Marszałka Piłsudskiego 34
- Konsulat Francji, Wały Wazów 15
- Konsulat Honorowy Belgii, ul. Słowackiego 55
- Konsulat Honorowy Danii, pl. Wolności 6
- Konsulat Honorowy Finlandii, ul. Marszałka Focha 18 (obecnie ul. Głogowska)
- Konsulat Honorowy Grecji, ul. Rzeczypospolitej 1
- Konsulat Honorowy Holandii, ul. Fr. Ratajczaka 37
- Konsulat Honorowy Jugosławii, ul. Wjazdowa 11
- Konsulat Honorowy Łotwy, ul. Fr. Ratajczaka 12
- Konsulat Honorowy Rumunii, ul. Podgórna 10
- Konsulat Honorowy Szwecji, ul. Matejki 59
- Konsulat Honorowy Węgier, Grochowe Łąki 4
- Konsulat Honorowy Wielkiej Brytanii, Uniwersytet
- Wicekonsulat Honorowy Hiszpanii, al. Marszałka Piłsudskiego 2

## Polska Ludowa (1945–1989)
W latach Polski Ludowej w Poznaniu funkcjonowały dwa konsulaty:
- Konsulat Stanów Zjednoczonych Ameryki; w okresie 1946–1947 był to konsulat, 1947–1949 wicekonsulat, 1949–1951 konsulat, 1959–1992 konsulat, 1992–1996 konsulat generalny, od 1996 agencja konsularna.
- Konsulat Związku Socjalistycznych Republik Radzieckich; 1945–1948 i od 1951 konsulat, któremu następnie podniesioną rangę do konsulatu generalnego.

## III Rzeczpospolita (od 1990)

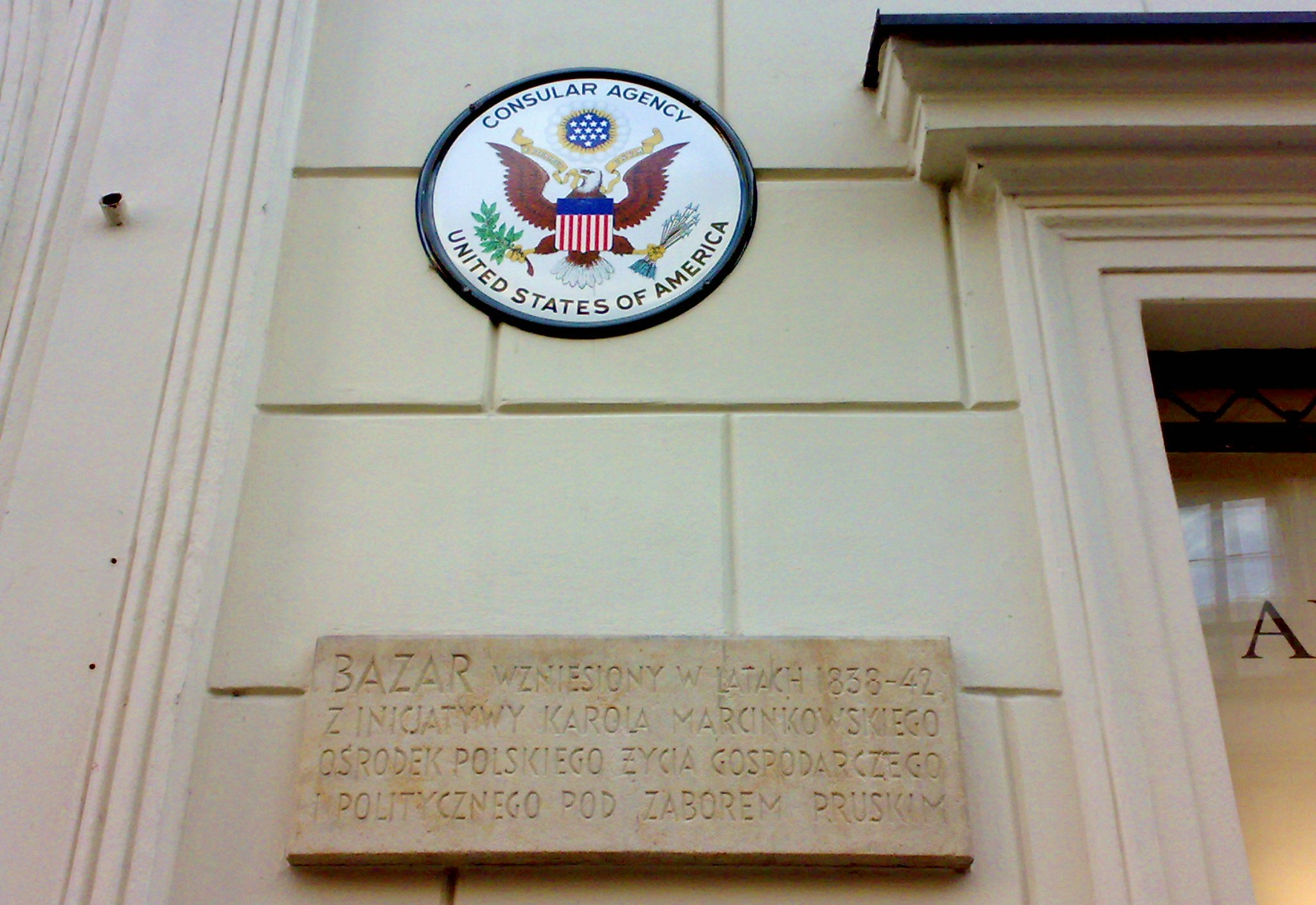
Agencja Konsularna USA – Hotel Bazar

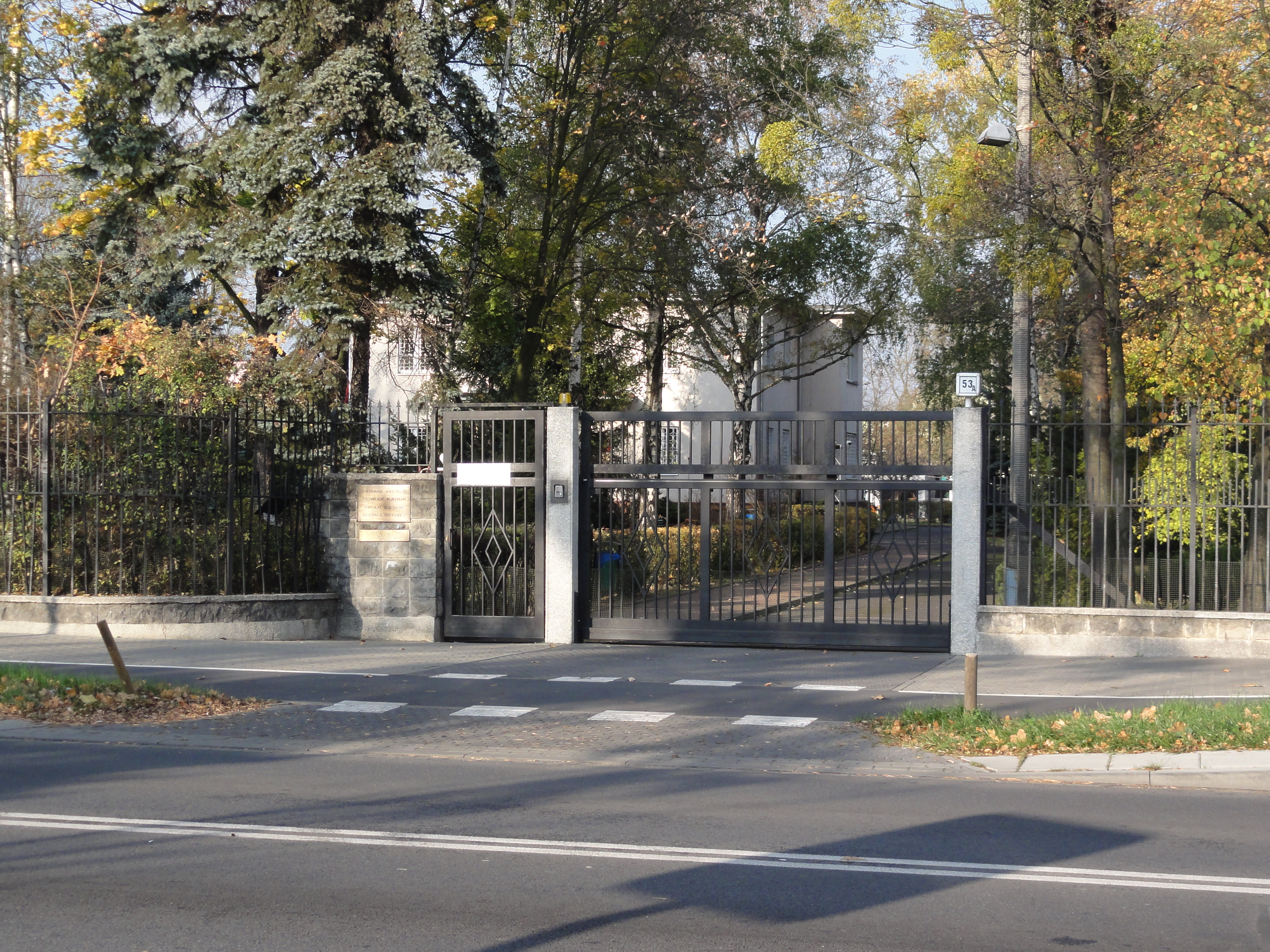
Konsulat Generalny Federacji Rosyjskiej – ul. Bukowska

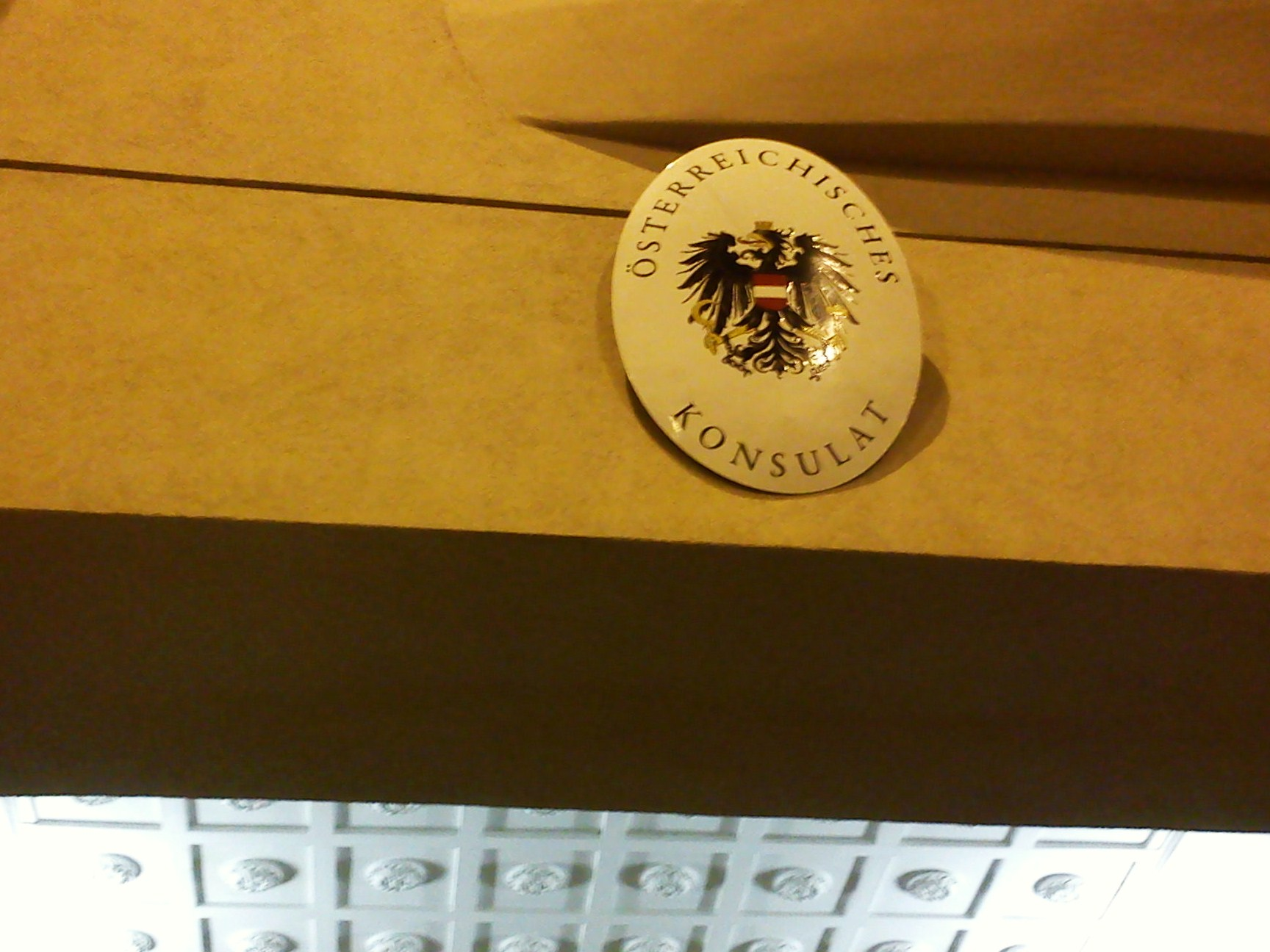
Konsulat Honorowy Republiki Austrii – ul. Fredry

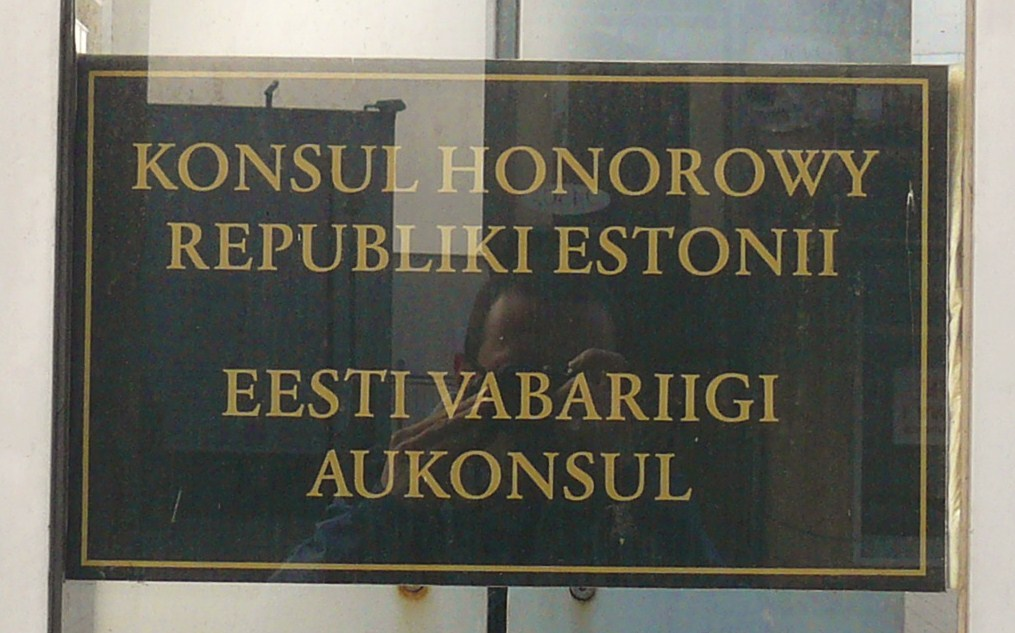
Konsulat Honorowy Republiki Estonii – ul. Głogowska

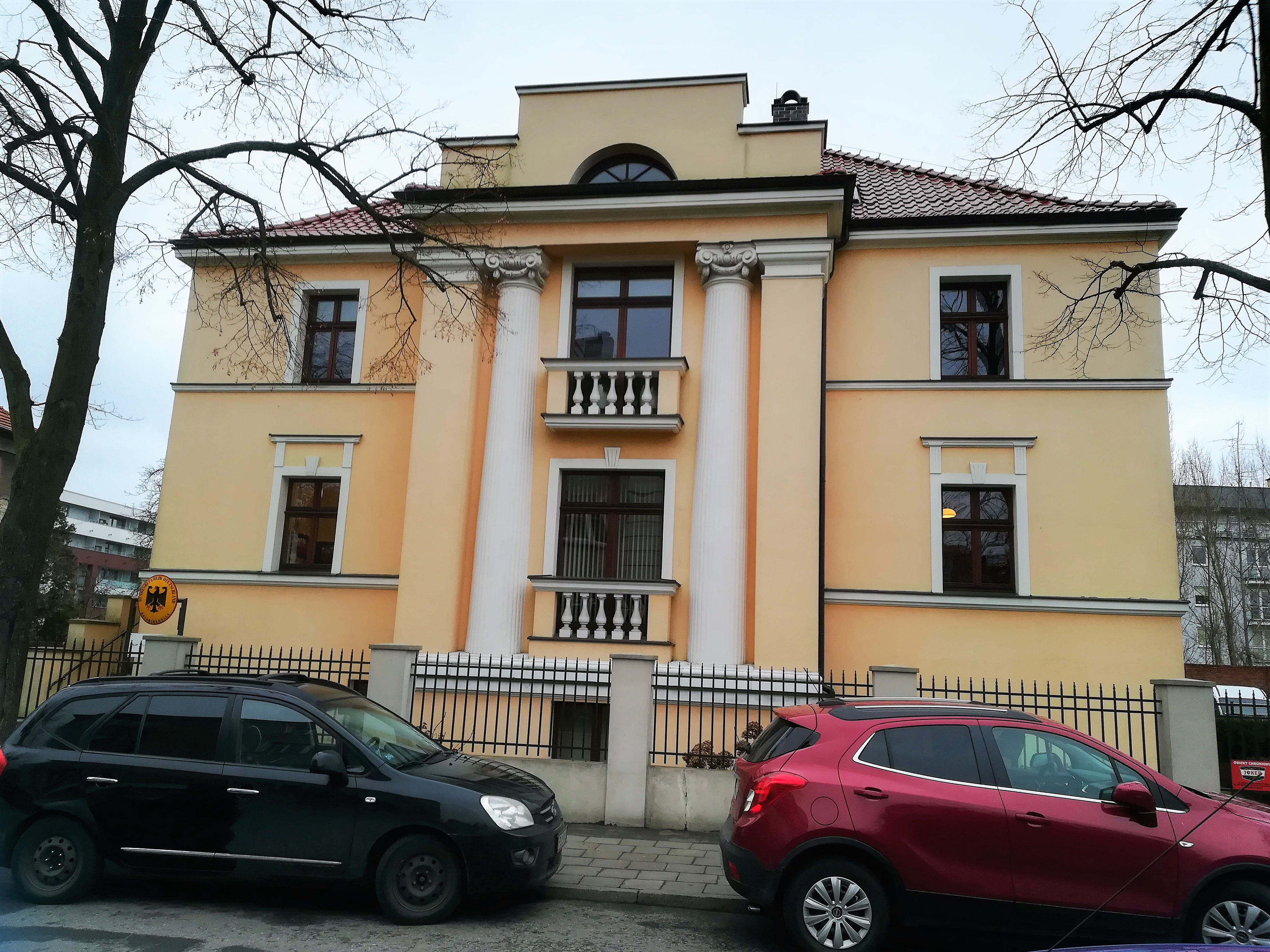
Siedziba Konsulatu Honorowego Niemiec w Poznaniu przy ul. Iłłakowiczówny

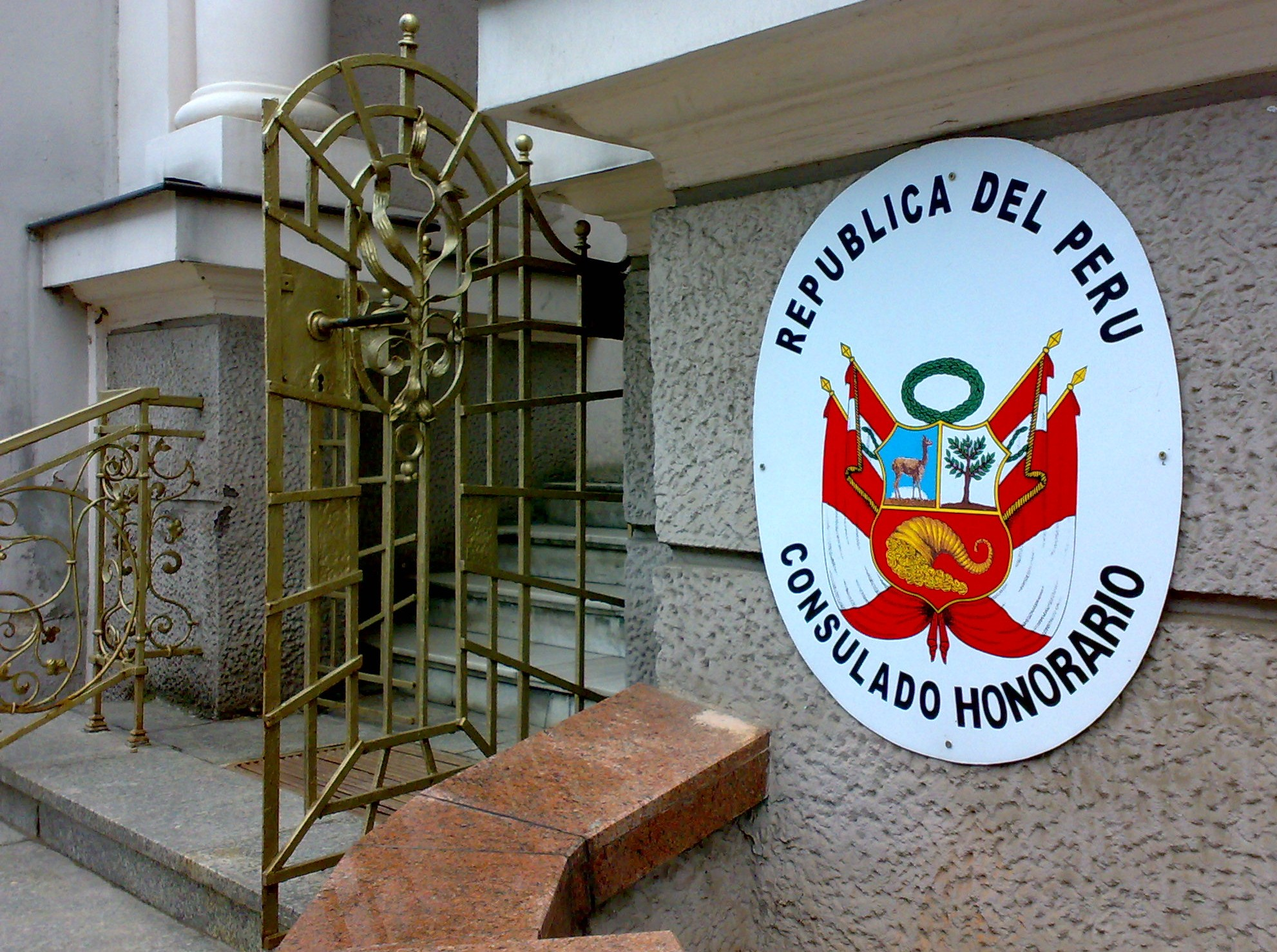
Konsulat Honorowy Republiki Peru – ul. Zwierzyniecka

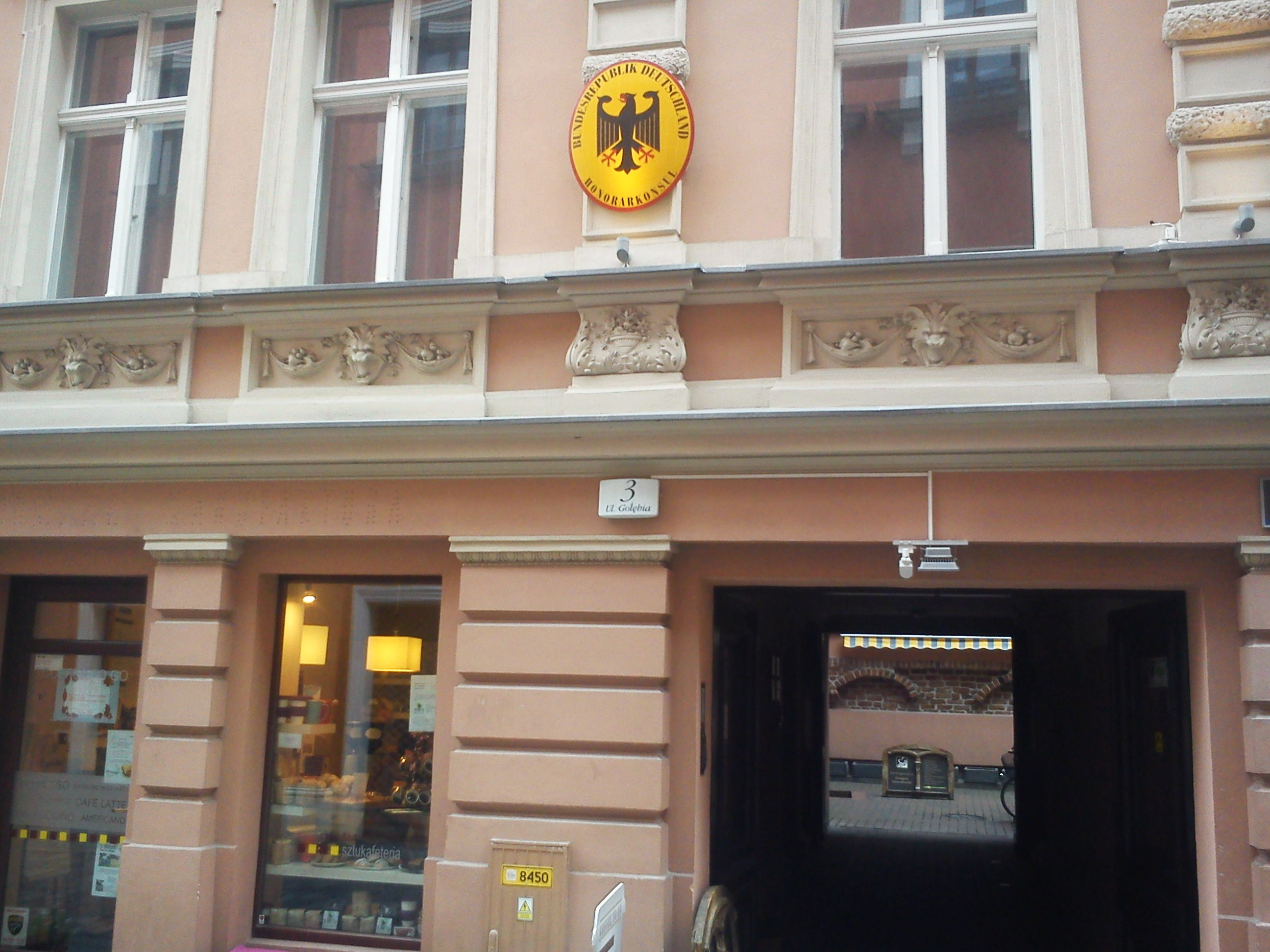
b. siedziba Konsulatu Honorowego Niemiec – ul. Gołębia

Po 1990 nastąpiły znaczne zmiany w funkcjonowaniu placówek konsularnych w Poznaniu. W miejsce Konsulatu Generalnego ZSRR powstał Konsulat Generalny Federacji Rosyjskiej, natomiast w przypadku Konsulatu Generalnego USA, administracja amerykańska podjęła decyzję o obniżeniu mu rangi – w miejsce Konsulatu Generalnego powołano Agencję Konsularną Stanów Zjednoczonych Ameryki. W okresie tym powstały liczne konsulaty honorowe. Tradycyjnie w styczniu każdego roku, Prezydent Miasta Poznania zaprasza do Urzędu Miasta korpus konsularny na spotkanie noworoczne.
Lista placówek konsularnych (stan na dzień 31 lipca 2023):
- Agencja Konsularna Stanów Zjednoczonych Ameryki, Hotel Bazar, ul. Paderewskiego 8, 61-770 Poznań, agent konsularny: Urszula Dziuba (obecnie: Monika Piotrowska)
  - Przez wiele lat Stany Zjednoczone Ameryki utrzymywały w Poznaniu urząd konsularny, który mieścił się przy ul. Chopina; do 1992 był to konsulat, 1992–1996 konsulat generalny, od 1996 agencja konsularna.
- Konsulat Generalny Federacji Rosyjskiej, ul. Bukowska 53a, Poznań, konsul generalny: Władimir Tkaczew (obecnie: Ivan Kosonogov)
  - Do 1991 w tym miejscu funkcjonował Konsulat Generalny Związku Socjalistycznych Republik Radzieckich. Pod koniec lat 80., w trakcie demonstracji doszło do napaści na konsulat, sprofanowania radzieckiej flagi i próby podpalenia budynku. W incydencie brał udział Maciej Frankiewicz – późniejszy wiceprezydent i zastępca prezydenta Poznania. W dniu 23 lutego 2000, w trakcie demonstracji przeciwko wojnie w Czeczenii, członkowie organizacji Akcja Alternatywna „Naszość” doprowadzili do napaści na konsulat i sprofanowania rosyjskiej flagi. strona internetowa konsulatu
- Konsulat Honorowy Republiki Albanii, ul. Billewiczówny 21, 60-178 Poznań (obecnie przy ul. Żupańskiego 12/14, 61-572 Poznań), konsul honorowy: Jarosław Rosochacki
- Konsulat Honorowy Armenii, ul. Krasińskiego 16, 60-830 Poznań, konsul honorowy: Paweł Ładziński
- Konsulat Honorowy Republiki Austrii, ul. Fredry 1, 61-701 Poznań, konsul honorowy: Izabela Kwiatkowska
- Konsulat Honorowy Królestwa Belgii, Obłaczkowo 11a, 62-300 Września, konsul honorowy: Jan Spilliaert[2]
- Konsulat Honorowy Bośni i Hercegowiny, ul. Obodrzycka 61, 61-249 Poznań, konsul honorowy: Jacek Günther-Ślask
- Konsulat Honorowy Federacyjnej Republiki Brazylii, ul. Błażeja 86a, 61-609 Poznań, konsul honorowy: Jose Maria Florencio Junior
- Konsulat Honorowy Republiki Chorwacji, ul. Pokrzywno 8, 61-315 Poznań, konsul honorowy: Jerzy Jacek Domicz
- Konsulat Honorowy Republiki Czeskiej, ul. Bukowska 285, 60-189 Poznań (obecnie przy ul. Żegiestowska 11/13, 60-466 Poznań), konsul honorowy: Renata Mataczyńska
- Konsulat Honorowy Królestwa Danii, ul. Strusia 10, 60-711 Poznań, konsul honorowy: prof. dr hab. Krystian Marek Ziemski
- Konsulat Honorowy Republiki Estonii, ul. Głogowska 26, 60-734 Poznań, konsul honorowy: prof. dr hab. Aleksandra Iwaszkiewicz - Woda
- Konsulat Honorowy Republiki Finlandii, ul. Wawrzyniaka 10, 60-505 Poznań, konsul honorowy: Robert Jakubiec
- Konsulat Honorowy Republiki Francuskiej, Dom Bretanii, ul. Stary Rynek 37, 61-772 Poznań, konsul honorowy: dr hab. prof. UAM Igor Kraszewski[3]
- Konsulat Honorowy Republiki Gwatemali, CK Zamek, ul. Święty Marcin 80/82, p. 202, konsul honorowy: Katarzyna Mikołajczak
- Konsulat Honorowy Irlandii, ul. Kramarska 1, 61-765 Poznań, konsul honorowy: Artur Sikora
- Konsulat Honorowy Republiki Litewskiej, ul. Szyperska 14 (obecnie przy ul. Bukowska 12, 60-810 Poznań), 61-754 Poznań, konsul honorowy: Benedykt Dubski
- Konsulat Honorowy Wielkiego Księstwa Luksemburga, ul. Baraniaka 96/98,  61-245 Poznań , konsul honorowy: Paweł Kuraszkiewicz[4]
- Konsulat Honorowy Królestwa Marokańskiego, ul. Działyńskich 11/A/10, 61-727 Poznań, konsul honorowy: Paweł Artur Mietlicki
- Konsulat Honorowy Meksykańskich Stanów Zjednoczonych, ul. Naramowicka 150, (obecnie przy ul. Karpia 21A), 61-619 Poznań 61-619 Poznań, konsul honorowy: Władysław Szebiotko
- Konsulat Honorowy Republiki Federalnej Niemiec, ul. Gołębia 3/1, 61-834 Poznań (obecnie przy ul. Iłłakowiczówny 11, 60-789 Poznań), konsul honorowy: Andrzej Marian Kareński-Tschurl (obecnie: Christoph Ralf Garschynski)
- Konsulat Honorowy Republiki Peru, ul. Zwierzyniecka 12, 60-813 Poznań, konsul honorowy: Kajetan Pyrzyński
- Konsulat Honorowy Republiki Portugalskiej, ul. Nowowiejska 8/4, 61-731 Poznań, konsul honorowy: Jerzy Krotoski
- Konsulat Honorowy Republiki Słowackiej, CK Zamek, ul. Święty Marcin 80/82, 61-809 Poznań, konsul honorowy: Piotr Stanisław Styczyński
- Konsulat Generalny Republiki Tureckiej, Pałac Działyńskich, Stary Rynek 78/79, 61-772 Poznań, konsul honorowy generalny: Jerzy Leon Kudyński
- Konsulat Honorowy Wschodniej Republiki Urugwaju, ul. Zagórze 23, 62-004 Czerwonak, konsul honorowy: Andrés Jorge Schuhl Lang
- Konsulat Honorowy Uzbekistanu, ul. Św. Michała 43, 61-043 Poznań, konsul honorowy: Paweł Czarnecki
- Konsulat Honorowy Węgier, ul. Gniewska 87, 60-454 Poznań, konsul honorowy: prof. dr hab. Witold Abramowicz
- Konsulat Honorowy Wielkiej Brytanii, CK Zamek, ul. Święty Marcin 80/82, 61-809 Poznań, konsul honorowy: Włodzimierz Walkowiak
- Konsulat Honorowy Republiki Włoskiej, ul. Bukowska 12, 60-810 Poznań, konsul honorowy: Marek Barański. Konsulat mieścił się w budynku World Trade Center Poznań. Konsulat funkcjonował do 2006. Obecnie mieści się przy ul. Poznańska 14A, 62-005 Owińska (Poznań)

### Konsulaty zlikwidowane

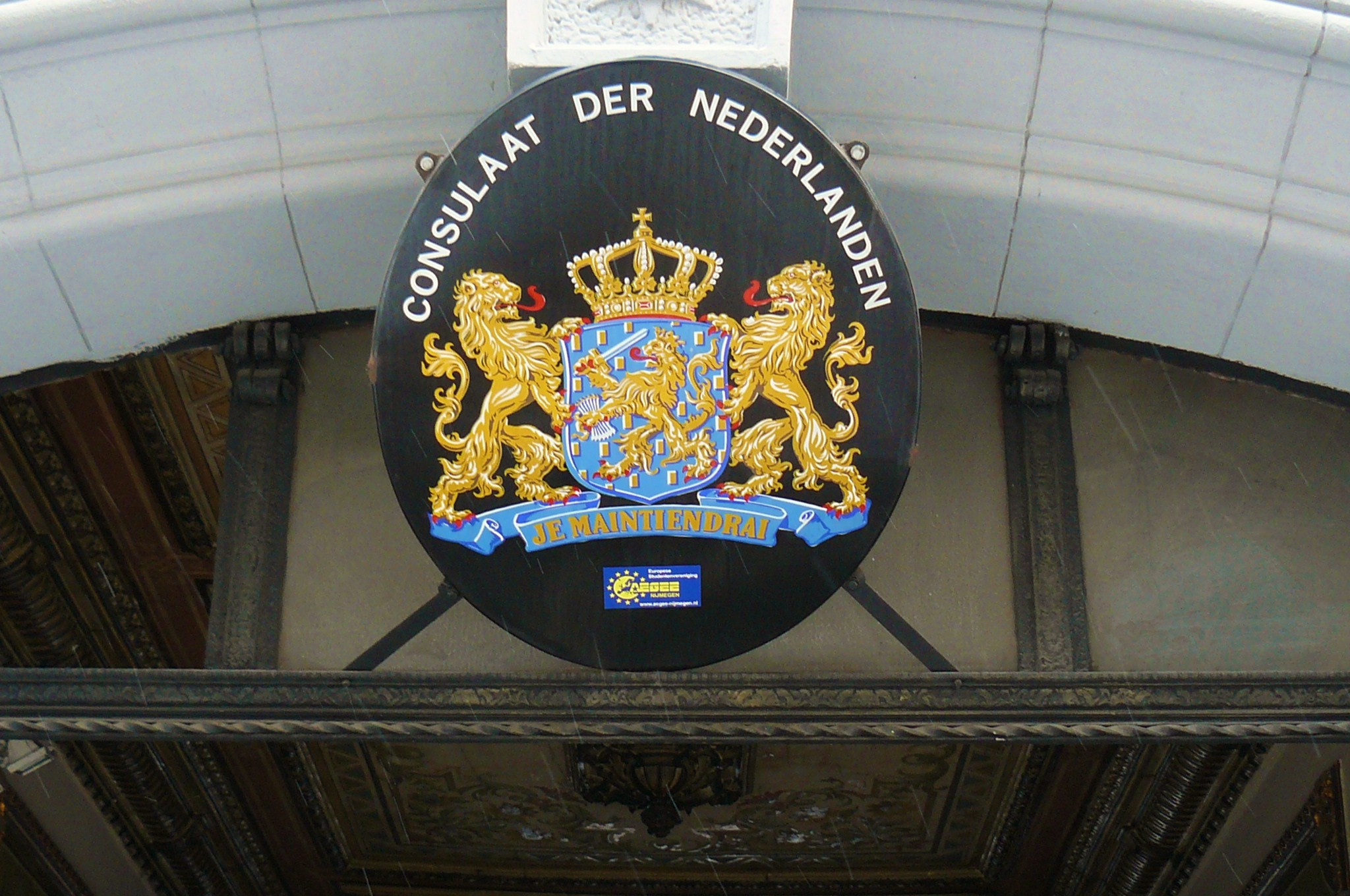
Konsulat Holandii – ul. Nowowiejskiego

- Konsulat Honorowy Republiki Łotwy, ul. Pilotów 34/40, 62-006 Janikowo k. Poznania, konsul honorowy: Andrzej Wojda; Konsulat funkcjonował do 2006.
- Konsulat Honorowy Królestwa  Niderlandów, ul. Paderewskiego 6/9

61-770 Poznań
- Konsulat Honorowy Republiki Południowej Afryki, ul. Wrocławska 5, 61-838 Poznań, konsul honorowy: Czesław Fiedler
- Konsulat Honorowy Rumunii, ul. Maciejewskiego 20/1, 61-606 Poznań, konsul honorowy: Juliana Grażyńska
- Konsulat Honorowy Ukrainy, ul. Grobla 27A/6, 61-858 Poznań, konsul honorowy: Witold Horowski

## Nawiązania w kulturze
- Konsul, wicekonsul i Konsulat Generalny Rzeszy Niemieckiej (Republiki Weimarskiej) pojawiają się w książce zatytułowanej Śmierci ulotny woal autorstwa Ryszarda Ćwirleja, będącej siódmym tomem cyklu o komisarzu poznańskiej Policji Państwowej, Antonim Fischerze. Prowadzi on śledztwo w sprawie tajemniczego zaginięcia wicekonsula Albrechta von Pieskow. Akcja powieści ma miejsce w kwietniu 1930 roku. Konsulat w książce mieścił się na początku ul. Zwierzynieckiej, przy skrzyżowaniu z ul. Marszałka Focha (obecnie ul. Głogowska i fragment ul. Roosevelta). Jedną z postaci jest także nadradca Marius Gebhardt, attaché ds. Handlowych oraz szofer konsulatu Joseph Schulte. W książce pojawia się również epizodycznie postać samego konsula Richardta von Zieglera[5].
- Konsul i konsulat Rzeszy Niemieckiej w Poznaniu był bohaterem filmu psychologicznego pod tytułem Limuzyna Daimler-Benz w reżyserii Filipa Bajona. Akcja filmu rozgrywa się w 1939, tuż przed wybuchem II wojny światowej. W roli konsula von Zieglera wystąpił Vadim Glovna. Filmowy konsulat reżyser umiejscowił w budynku Zarządu Okręgu Polskiego Związku Łowieckiego przy ul. Libelta 37. Premiera filmu miała miejsce w 1983[6].